# Nelson Pineda
Nelson Pineda foi um agropecuarista pioneiro no melhoramento genético do gado Nelore no Brasil.
Nascido na Venezuela, em 1949, Pineda veio ao Brasil em 1980 e trabalhou por 30 anos no melhoramento genético de gado, falecendo em 22 de Dezembro de 2010.
Nelson Pineda era engenheiro químico, formado pela Universidade de Genebra, na Suíça.
Devido ao seu renome na pecuária, foi criado o premio Nelson Pineda, Excelência em Confinamento.